# Nueva Independencia, Mazapa de Madero
Nueva Independencia är en ort i Mexiko.   Den ligger i kommunen Mazapa de Madero och delstaten Chiapas, i den sydöstra delen av landet, 900 km sydost om huvudstaden Mexico City. Nueva Independencia ligger 2 106 meter över havet och antalet invånare är 221.
Terrängen runt Nueva Independencia är bergig österut, men västerut är den kuperad. Runt Nueva Independencia är det ganska tätbefolkat, med 179 invånare per kvadratkilometer. Närmaste större samhälle är Motozintla de Mendoza, 9,6 km sydväst om Nueva Independencia. I omgivningarna runt Nueva Independencia växer huvudsakligen savannskog.